# Бордов кил
Бордов кил (през XIX век се нарича „страничен“, в средата на XX – „бордов“) е специално устройство, разположено върху скуловата част на обвода при някои кораби (плавателни съдове). За разлика от традиционния кил, служещ преди всичко за осигуряване на здравината на корпуса на съда, основното предназначение на бордовия кил се явява намаляването на страничното люлеене по време на движение. Те представляват дълги пластини, постановени надлъжно на бордовете, в районите на скулите, откъдето и идва тяхното название.

## Устройство
Скуловите килове се явяват най-простите и най-разпространените пасивни успокоители на бордовото люлеене.
В болшинството случаи страничните (бордовите) килове се състоят от издадено ребро, закрепено непосредствено към обшивката на съда на скуловата част на обвода. Те се разполагат в средната част на кораба, на ½—⅔ от цялата му дължина. Тези пластини се поставят по нормалата към скулата в средната част на корпуса, надлъжно на линията на потока на водата. Като правило, височината на страничните килове се колебае в диапазон от тридесет сантиметра до 0,75 метра.
В началото на XX век страничните килове понякога се използват за поставянето върху тях на съдовете в корабния док, за което те имат сечение с долен плосък ръб, паралелно на плоскостта на средния кил; здравината на страничните килове в този последен случай е съществено по-голяма.
При корабите с пълен мидъл (близки до правоъгълника) няма необходимост от постяване на странични килове практичес.